# سباستيان فالي
سباستيان فالي (بالإسبانية: Sebastian Valle)‏ هو لاعب كرة قاعدة مكسيكي، ولد في 24 يوليو 1990 في لوس موتشيس في المكسيك.

## وصلات خارجية
- سباستيان فالي على موقع دوري كرة القاعدة الرئيسي (الإنجليزية)
- سباستيان فالي على موقعبيزبول رفرنس.كوم (الدوري الثانوي) (الإنجليزية)
- سباستيان فالي على موقع إي إس بي إن.كوم (أم.أل.بي) (الإنجليزية)
- سباستيان فالي على موقع مشجعي الرسوم البيانية (الإنجليزية)